# رنه استاروبن
رنه استاروبن (انگلیسی: René Strauwen; ۱۴ مهٔ ۱۹۰۱ – ۱۹ سپتامبر ۱۹۶۰) بازیکن هاکی روی چمن اهل بلژیک بود.